# Eugène Garay de Monglave
Pour les articles homonymes, voir Garay.
François-Eugène Garay, dit Eugène Garay de Monglave, né le 3 mars 1796 à Bayonne et mort le 18 avril 1878 à Paris 14e, est un écrivain et journaliste français, fondateur du Diable boiteux. 

## Biographie
Fils d'un commerçant, sa jeunesse n'est connue que par ce qu'il en dit lui-même et est soumis a caution. Il aurait ainsi voyagé en Espagne, au Portugal et au Brésil comme officier d’État-major et Directeur de l'instruction publique du Brésil.
Secrétaire perpétuel et fondateur de l'Institut historique (1833), traducteur du Portugais au Français, directeur de la publication de la revue L'Armée (1837-1841) et du quotidien Le Mouvement (1845), il fonde le Diable boiteux en 1857.
Il est célèbre pour Le Chant d'Altabiscar dont il prétend avoir trouvé le parchemin chez Dominique Joseph Garat qui lui-même l'aurait tenu de Théophile-Malo de La Tour d'Auvergne-Corret. Publié dans le Journal de l’Institut historique en 1835, il est établi depuis la fin du XIXe siècle qu'il s'agit d'une supercherie. 
Par ses ouvrages polémiques et ses pamphlets, Garay de Monglave fut régulièrement cité en police correctionnelle et condamné à l'amende ou à la prison. 

## Œuvres
- Histoire des missionnaires dans le Midi et l'Ouest de la France, lettres d'un marin à un hussard, 3 vol, Plancher, 1819-1820
- Siège de Cadiz, par l'armée française, en 1810, 1811 et 1812, Ponthieu, 1823
- Épître à M. Casimir Delavigne, sur les choix académiques, Brianchon, 1824
- Le Faubourg Saint-Germain et le faubourg Saint-Antoine, Les Marchands de nouveautés, 1824
- Histoire abrégée de Paris, 2 vol, Libraire française, 1824
- Lettre de lord Byron au Grand Turc, précédée de la lettre de Sa Hautesse au noble lord, Sanson, 1824
- Histoire de l'Espagne, Raymond, 1825
- Histoire des conspirations des Jésuites contre la maison de Bourbon en France, Ponthieu, avec Prosper Chalas, 1825
- Les Parchemins et la livrée, 2 vol, avec Marie Aycard, Vernarel et Tenon, 1825
- Le Ministre des finances, 3 vol, 1825
- Octavie, ou la Maîtresse d'un prince, 2 vol, avec Chalas, Bonnet, 1825
- Biographie des dames de la cour et du faubourg Saint-Germain, avec Eugène-Constant Piton, Les Marchands de nouveautés, 1826
- Biographie pittoresque des quarante de l'Académie française, par le portier de la maison, Les Marchands de nouveautés, 1826
- Histoire de la Suisse, Dauthereau, 1826
- Histoire des États-Unis d'Amérique, Danthereau, 1826
- Histoire de Turquie, Danthereau, 1826
- Petite biographie des acteurs et actrices des théâtres de Paris, Lemoine, 1826
- Résumé de l'histoire du Mexique, Lecointe et Durey, 1826
- Histoire de la garde nationale parisienne, depuis son organisation jusqu'à son licenciement, Librairie française, 1827
- Le Bourreau, 4 vol, Renduel, 1830
- Histoire de Paris, 2 vol, 1833
- Le Livre de beauté, souvenirs historiques, avec Jean-Nicolas Bouilly et Henry Martin, préface de Charles Nodier, Janet, 1834
- Le Chant d'Altabiscar, 1835
- Une Marraine, feuilleton, De Vigny, 1851
- Histoire politique, maritime et militaire de la guerre d'Orient, 2 vol, Penaud, 1857
- Le Comte de Cavour, Librairie historique, 1826